# Кикин, Александр Васильевич
Алекса́ндр Васи́льевич Ки́кин (1670 — 17 (28) марта 1718, Санкт-Петербург) — первый начальник Петербургского адмиралтейства, доверенное лицо царевича Алексея Петровича. Казнён по делу последнего.

## Биография
Александр Кикин родился в дворянской семье воеводы Василия Петровича Кикина и его супруги  Марии Михайловны, в девичестве Голохвастовой.
В 1693 году Кикин был бомбардиром потешного полка. Участвовал в Азовском походе в звании денщика Петра I. 

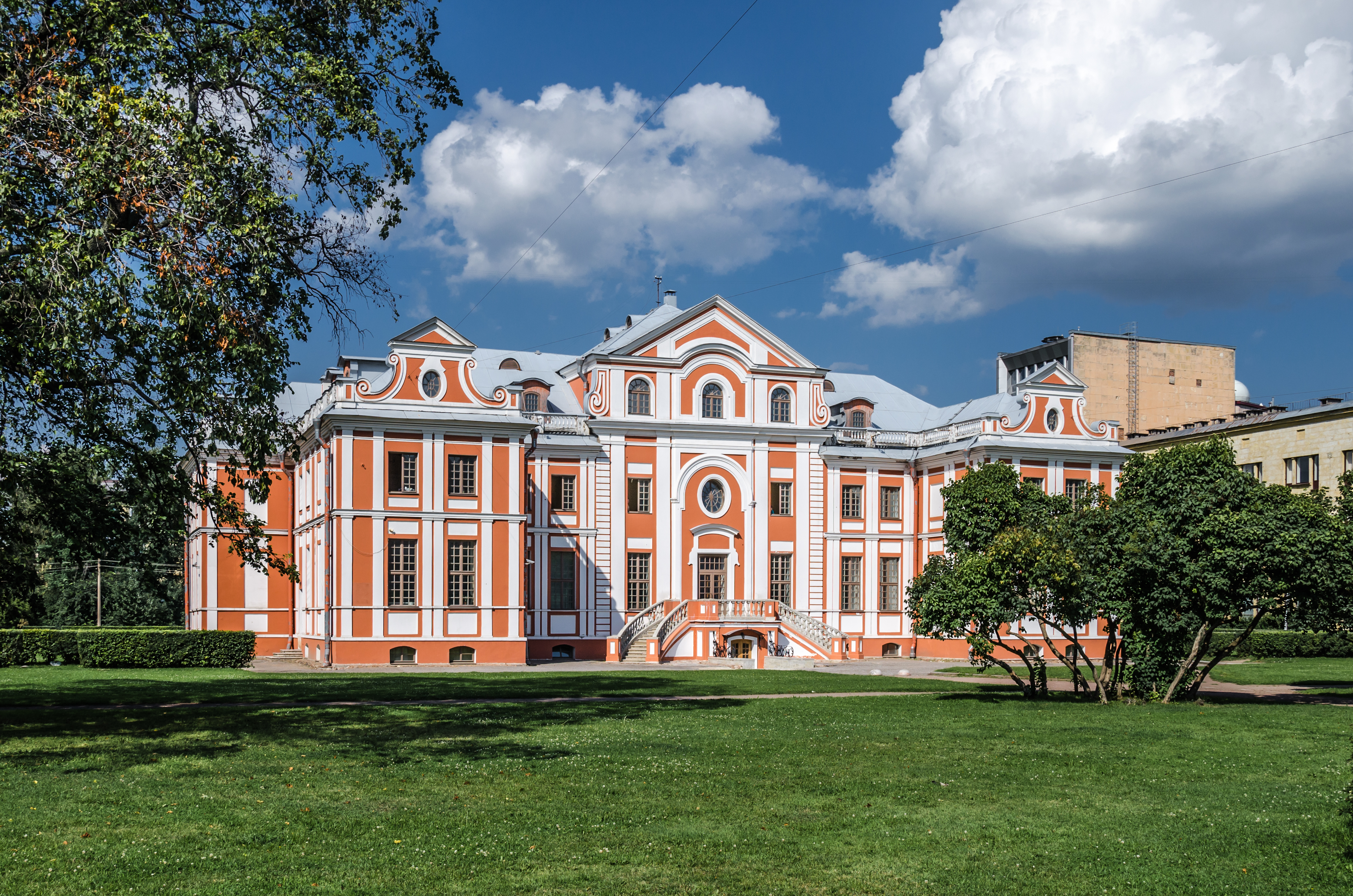
Кикины палаты

В 1697 году Кикин отправился в Голландию в составе Великого посольства, где обучался кораблестроению. В 1703 и 1704 году Кикин работал мачт-макером на Воронежской и Олонецкой верфях, в 1706 году командовал небольшим отрядом. В начале 1707 года в ведение Кикина отошло Петербургское адмиралтейство (кроме специальных адмиралтейских дел). Был пожалован званием «адмиралтеец». Он наблюдал за постройкой дворца, посадкой дубовой рощи, делал рисунки морских сигналов и исполнял различные поручения Петра I.
В 1708 году Александр Васильевич Кикин был отправлен с дипломатической миссией в Батурин к Мазепе. В дальнейшем Кикин занимался почти исключительно корабельными делами и стал одним из самых близких к Петру людей.
В 1714 году в Петербурге началось строительство дома Кикина — Кикиных палат, которое закончилось уже после того, как Кикин был репрессирован. В 1715 году Кикин был арестован за взятки, но за большой выкуп был отправлен в ссылку в Москву; впрочем, вскоре Пётр I разрешил ему вернуться в Петербург.
Несмотря на то, что Кикин был одним из любимцев Петра, он постепенно встал в оппозицию к петровскому режиму. Возможно, это было вызвано старой враждой Кикина и Меншикова, получившего к тому времени огромную власть. По легенде, приведённой в одном из своих произведений Даниилом Граниным, Кикин пытался застрелить Петра I, пока тот спал, но пистолет дал две или три осечки подряд, и после того, как Кикин сознался Петру в покушении, тот, предварительно поколотив, его простил.
Это вызвало сближение Кикина с Алексеем Петровичем. Он имел большое влияние на царевича, и убеждал принять монашество и уйти в монастырь, дабы переждать время болезни Петра в надежде на кончину царя, а позднее — убеждал бежать от Петра за границу. Впоследствии именно Кикин помог Алексею бежать. Однако царевич выдал Кикина, и в феврале 1718 года тот был арестован. Кикина пытали, и сперва он признался во всём, однако затем попытался выгородить себя в письме к царю. 5 марта во время очередной пытки Кикин вновь во всём сознался. Несмотря на заступничество царицы по настоянию Апраксина, Кикин был колесован 17 марта.

## Семья
В 1711 году Кикин женился на Надежде Ивановне Шафировой, родственнице вице-канцлера, от брака с которой имел двух дочерей:
- Наталья, жена князя Александра Петровича Долгорукова
- Матрёна, жена майора Петра Ивановича Матюшкина